# A me piace lei
A me piace lei è il secondo singolo estratto dal terzo album di Dente, L'amore non è bello, pubblicato nel 2009.

## Tracce
Testi e musiche di Dente.
1. A me piace lei (Radio Edit) – 3:37
2. A me piace lei (Album Version) – 3:33

Durata totale: 7:10

## Formazione
- Dente - voce, chitarre, percussioni, cori
- Andrea Cipelli - pianoforte, krumar, basso
- Gianluca Gambini - batteria
- Enrico Gabrielli - direzione dei fiati, sax, flauto traverso
- Raffaele Köeller - tromba
- Luciano Macchia - trombone